# استان مکران
استان مکران یکی از ۶ استان کشور ایران بود که در ۱۶ آبان ۱۳۱۶ خورشیدی، با اصلاح قانون تقسیمات کشوری تشکیل گردید. این استان شامل ۱ شهرستان به نام مکران بود. این تقسیم‌بندی تنها اندکی بیش از ۲ ماه و در فاصلۀ ۱۶ آبان ۱۳۱۶ تا ۱۹ دی ۱۳۱۶ برقرار بود و از آن تاریخ جای خود را به تقسیم‌بندی ۱۰ استانی تازه‌ای داد.

## شهرستان‌ها
| ردیف | شهرستان | دهستان‌های تابعۀ بخش          | مرکز     |
| ---- | ------- | ---------------------------- | -------- |
| ۱    | مکران   | ۱- زاهدان، میرجاوه و توابع   | زاهدان   |
| ۱    | مکران   | ۲- زابل و نه‌بندان            | زابل     |
| ۱    | مکران   | ۳- ایرانشهر                  | ایرانشهر |
| ۱    | مکران   | ۴- قصرقند، باهوکلات، چاه‌بهار | قصرقند   |